# Seladerma euroto
Seladerma euroto är en stekelart som först beskrevs av Walker 1839.  Seladerma euroto ingår i släktet Seladerma och familjen puppglanssteklar. Inga underarter finns listade i Catalogue of Life.